# Meekatharra
Meekatharra ist eine Stadt in Western Australia mit etwa 750 Einwohnern. Meekatharra ist ein Aborigine-Wort und bedeutet „Ort mit wenig Wasser“. Die Aborigines stellen einen beträchtlichen Anteil der örtlichen Bevölkerung.
Meekatharra ist ein wichtiges Versorgungszentrum für die Bergbauregionen in der Murchison-Region in Westaustralien.
Der Ort liegt 764 km nordöstlich von Perth und kann über den Great Northern Highway erreicht werden. Es ist auch ein Schaf- und Rindertransportzentrum. Von hier aus wurden früher die Rinder und Schafe mit der Eisenbahn in die Städte transportiert. Heute geschieht dies mit Road Trains. Es gibt eine 2181 Meter lange Start- und Landebahn für Flugzeuge, die im Zweiten Weltkrieg von den Amerikanern gebaut wurde. Diese Start- und Landebahn gehört zu einem wichtigen ETOPS-Flughafen, der für transkontinentale Flüge nach Australien dient. Im Ort gibt es auch eine Royal Flying Doctor Service-Station sowie eine School of the Air.

## Geschichte
Meekatharra entstand, wie so viele Städte in Westaustralien, in der Zeit des Goldrauschs. Die erste Siedlung scheint hier 1894 errichtet worden zu sein. Nachdem die Goldschürfer Meehan, Porter und Soich im Mai 1896 Gold gefunden hatten, zog es viele der Goldsucher von den anderen Goldfeldern in Ost-Murchison in die neue Siedlung Meekatharra. Schon bald wimmelte es auf den Goldfeldern nur so von Menschen.
Doch das Glück währte nicht lange: Hätte man 1899 kein zweites Goldvorkommen entdeckt, hätte die Stadt wahrscheinlich nicht überlebt. Am Weihnachtstag 1903 erlangte Meekatharra dann schließlich die Stadtrechte.
1910 erhielt die Stadt einen Bahnhof. Der Bahnhof garantierte im Prinzip das Fortbestehen der Stadt. Im gleichen Jahr wurde von hier aus die erste Wolllieferung in die Städte versandt. Dies geschah bis zur Stilllegung des Bahnhofs 1978 und zum Umrüsten auf Road Trains.
Meekatharra erfuhr einen bedeutenden Goldrausch während des Bergbaubooms in den 1980ern. Bis 2005 wurde infolgedessen in der „St. Barbara Mines's Bluebird open pit mine“ Tagebau betrieben. Danach verließen viele Einwohner Meekatharras wegen der schlechten wirtschaftlichen Aussichten die Stadt.

## Klima
Meekatharra hat ein heiß-trockenes Klima. Der jährliche Regenfall beträgt 200 mm bis 500 mm pro Quadratmeter.